# Showgrounds (Sligo)
The Showgrounds is een multifunctioneel stadion in Sligo, een plaats in Ierland. Het stadion ligt aan de Church Hill en heeft als bijnaam 'The Showgies'. 
Voordat dit stadion er kwam werden er op deze plek tentoonstellingen gehouden. Deze tentoonstellingen werden georganiseerd door County Sligo Agricultural Society. De naam van het stadion is afgeleid van deze jaarlijkse tentoonstellingen. Het stadion werd geopend in 1928. Het is gerenoveerd in 2001, 2006, 2008 en 2012. In het stadion ligt een grasveld van ongeveer 106 bij 70 meter. Het stadion wordt vooral gebruikt voor voetbalwedstrijden, de voetbalclub Sligo Rovers FC maakt gebruik van dit stadion. Die club werd in 1968 eigenaar van het stadion. Daarvoor huurde de club dit stadion.
Er zijn drie tribunes. De grootste tribune heet 'Treacy Avenue stand', hier kunnen ongeveer 1.800 toeschouwers zitten. Tegenover die tribune is de 'Jinks Avenue stand' waar 900 mensen kunnen zitten. Zowel Treacy als Jinks zijn overdekte tribunes. Het derde deel is niet overdekt en heet 'Volkswagen Bank End', hier kunnen 1.300 mensen. In totaal is er plek voor 4.000 toeschouwers in dit stadion. Het recordaantal mensen dat aanwezig was bij een wedstrijd was op 17 april 1983, tijdens de wedstrijd van Sligo Rovers tegen Cobh Ramblers waren 13.908 mensen.
Dalymount Park (Bohemian FC) ·
Finn Park (Finn Harps FC) ·
Oriel Park (Dundalk FC) ·
Richmond Park (St. Patrick's Athletic FC) ·
Ryan McBride Brandywell Stadium (Derry City FC) ·
Showgrounds (Sligo Rovers FC) ·
Tallaght Stadium (Shamrock Rovers FC) ·
Tolka Park (Shelbourne FC) ·
Turners Cross (Cork City FC) ·
Waterford Regional Sports Centre (Waterford FC)
Athlone Town Stadium (Athlone Town FC) ·
Bishopsgate (Longford Town FC) ·
Carlisle Grounds (Bray Wanderers AFC) ·
Eamonn Deacy Park (Galway United FC) ·
Ferrycarrig Park (Wexford FC) ·
St. Colman's Park (Cobh Ramblers FC) ·
Stradbrook Road (Cabinteely FC) ·
Tallaght Stadium (Shamrock Rovers FC II) ·
UCD Bowl (University College Dublin AFC) ·
Head in the Game Park (Drogheda United FC) ·